# Avenue Paul-Chandon
L’avenue Paul-Chandon est une voie urbaine de la ville d’Épernay, dans le département français de la Marne en région Grand Est. Elle est construite entre 1898 et 1904 sur un terrain donné par Paul Chandon.

## Situation et accès
L’avenue Paul-Chandon est située au sud du centre-ville historique d’Épernay, dans le prolongement de la rue Saint-Thibault. Elle débute place de l’Europe et part vers le sud jusqu'à l’église Saint-Pierre-Saint-Paul et la rue de Magenta.
L’avenue est longue de 387 mètres et large de 16 mètres.

## Historique

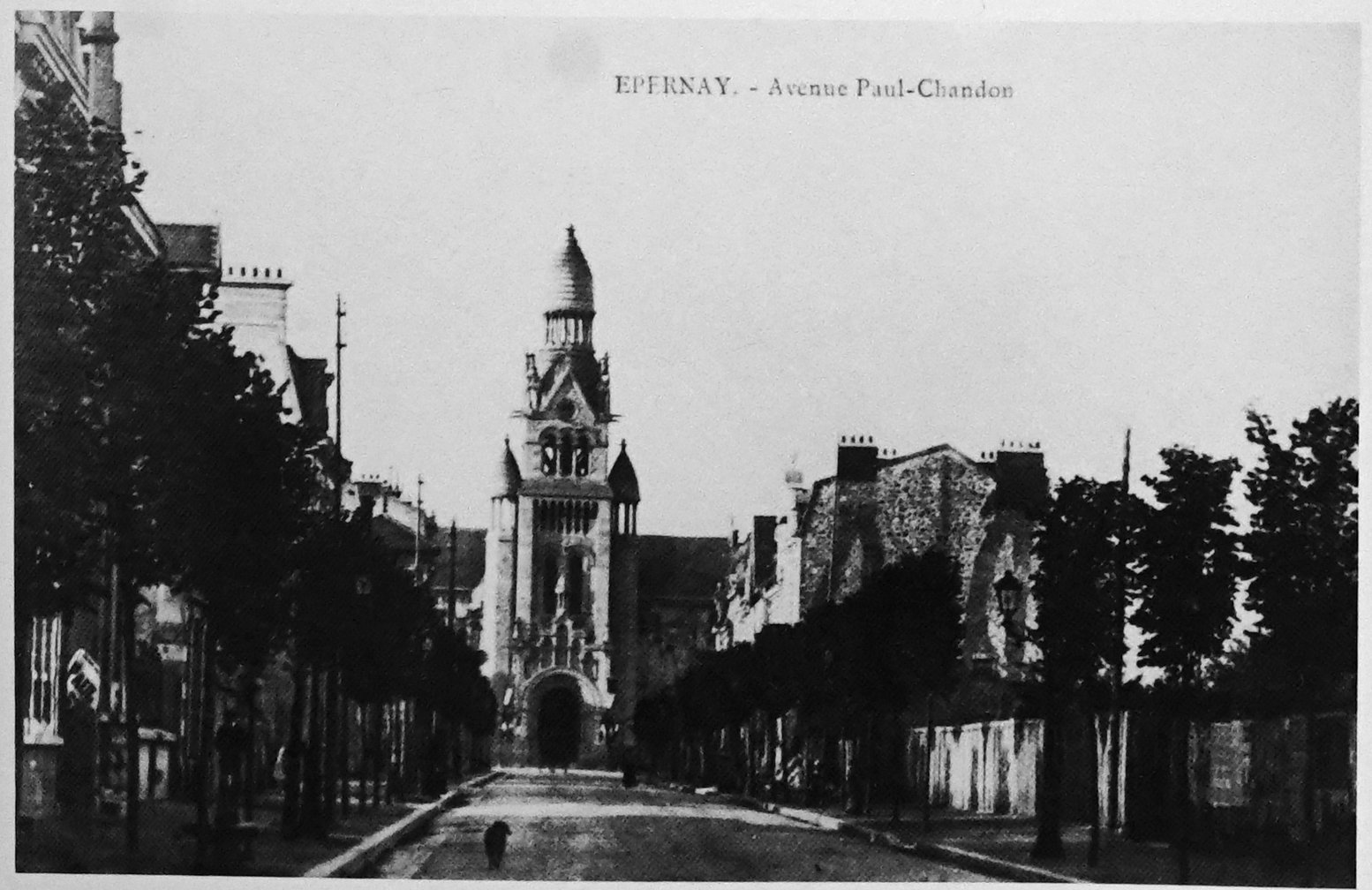
Carte postale ancienne de l’avenue Paul-Chandon.

Dans la deuxième moitié du XIXe siècle, Épernay connaît une croissance rapide — en particulier dans ses quartiers sud, — et passe de 7 386 habitants en 1851 à 18 361 en 1891. En 1892, les habitants de la ville lancent une pétition pour réclamer la construction d’une nouvelle « chapelle paroissiale » desservant les quartiers sud, l’église Notre-Dame n’étant plus suffisante pour accueillir tous les paroissiens.
En 1893, Paul Chandon de Briailles, directeur de la maison de Champagne Moët & Chandon, fait don à la municipalité un terrain de 4 760 m2 — le « Marais de Grandpierre » — et s’engage avec ses fils Gaston et Jean à régler l’ensemble des frais relatifs à la construction de cette nouvelle chapelle. C’est la future église Saint-Pierre-Saint-Paul d'Épernay, dont la construction débute en 1895 et s’achève en 1897.
Parallèlement, Paul Chandon de Briailles donne 100 000 francs à la commune pour construire la rue menant au nouvel édifice religieux. Le conseil municipal d’Épernay approuve en 1895 le tracé de l’avenue, qu’elle nomme en l’honneur de Paul Chandon. Les travaux nécessitent la déviation et la couverture d’une partie du Cubry. Menés par la société Moncuit, ils durent de 1898 à 1904.
En 1905, dans son testament, Raoul Chandon — fils de Paul Chandon — lègue à son tour 100 000 francs à la ville. En 1909, le conseil municipal attribue cette somme pour la création d’une promenade autour de l’église Saint-Pierre-Saint-Paul, qui sera portera le nom de square Raoul-Chandon.

## Bâtiments remarquables et lieux de mémoire
Parmi les bâtiments remarquables de l’avenue Paul-Chandon se trouvent :
- au no 1, une ancienne imprimerie du Courrier du Nord-Est, construite en brique et meulière[8] ;
- au no 11, une maison dont la façade en brique donne sur l’avenue tandis que sa façade principale en pierre donne sur la rue Charles-Louis voisine[9] ;
- au no 13, une maison en brique, remarquable pour la décoration de ses encadrements[10] ;
- au no 43, une villa de style toscan édifiée en brique sur un soubassement de meulière par Henri Piquart, notable de par sa tour et son atrium[11].

L’église Saint-Pierre-Saint-Paul d'Épernay est située au fond de l’avenue. Elle est construite entre 1895 et 1897 par les architectes Édouard Deperthes et Henri Piquart, dans un style romano-byzantin,. Son vocable fait référence à Paul Chandon de Briailles, mort peu après le lancement des travaux , et probablement à son père Pierre-Gabriel Chandon de Briailles. À côté de l’église, un presbytère mêlant calcaire, pierre de taille et meulière est édifié en 1894, rue de Magenta, avec les financements de Paul Chandon.